# Bruceton
Bruceton est une municipalité américaine située dans le comté de Carroll au Tennessee.
Selon le recensement de 2010, Bruceton compte 1 478 habitants. La municipalité s'étend sur 1,89 milles carrés (4,9 km2).
Un bureau de poste est ouvert dans la localité en 1922. Celui est d'abord appelé New One, puis Junction City (1923) en référence au chemin de fer et Bruceton (1924) en l'honneur de E. L. Bruce, président du Nashville, Chattanooga and St. Louis Railway.